# Угренчук Роман Георгійович
Роман Георгійович Угренчук (нар. 13 квітня 1957, Чернівці, УРСР — пом. 12 квітня 2013, Чернівці, Україна) — радянський футболіст, захисник. Майстер спорту СРСР (1987). Рекордсмен чернівецької «Буковини» за кількістю зіграних поєдинків в період СРСР.

## Життєпис
Футболом почав займатися в 12 років (ДЮСШ «Буковина», тренери — Михайло Мельник та Айзик Бронштейн). Потім продовжив навчання в Київському республіканському спортивному інтернаті та Київському державному інституті фізичної культури і спорту. У професіональному футболі дебютував у 1976 році в складі вінницького «Локомотива» у другій союзній лізі. У тому ж році був запрошений в київське «Динамо», де виступав за команду дублерів (був капітаном команди).
У 1977 році повернувся в рідне місто й розпочав виступати в складі «Буковини», де на довгі роки закріпився в команді. У 1980 році став з чернівецькою командою срібним призером чемпіонату УРСР, а в 1982 році чернівчани стали переможцями. Всього за «Буковину» провів понад 400 матчів. Протягом багатьох років Угренчук відхиляв пропозиції інших колективів, зокрема, захисника запрошували до дніпропетровського «Дніпра», який тоді грав у вищій союзній лізі. У послугах Романа також був зацікавлений колектив першої союзної ліги «Металург» (Запоріжжя).
У 1987 році за багаторічні виступи у чернівецькому колективі Роману Угренчуку присвоїли звання «Майстер спорту СРСР». Він залишається єдиним футболістом в історії «Буковини», який отримав це звання, виступаючи саме в чернівецькій команді. Після завершення виступів у «Буковині» грав за команду «Колос» (Новоселиця), де одночасно був і граючим тренером. Викладав в міському професійному училищі №4 (нині - Чернівецький професійний будівельний ліцей), був директором чернівецького стадіону «Юність» («Гарт»).
Пішов з життя в 2013 році. З 2015 року в пам'ять про Угренчука в Чернівцях щорічно проводяться дитячо-юнацькі турніри.

## Досягнення
- Чемпіонат УРСР
  -  Чемпіон (1): 1982
  -  Срібний призер (1): 1980